# Grafschaft Toulouse

Das Wappen der Grafen von Toulouse ist heute das Wappen der französischen Region Midi-Pyrénées und ist in den Wappen der Region Languedoc-Roussillon sowie mehrerer Städte im Süden Frankreichs enthalten.

Die Grafschaft Toulouse um ihren Hauptort, die Stadt Toulouse, war ein bedeutendes mittelalterliches Feudalterritorium im Süden des heutigen Frankreich; sie existierte annähernd 500 Jahre lang von 778 bis 1271. Flächenmäßig umfasste ihr Territorium in etwa die heutigen Départements Haute-Garonne, Tarn und Tarn-et-Garonne.

## Geschichte

### Gründung
Begründet wurde die Grafschaft Toulouse am Ende des 8. Jahrhunderts durch den fränkischen König Karl den Großen, nachdem er in mehreren Feldzügen gegen die Mauren die Region des Languedoc, entsprechend dem heutigen Südostfrankreich, unter seine Herrschaft gebracht hatte. Zur Verwaltung der Region installierte Karl in den wichtigsten Städten seine Gefolgsleute als Grafen, die das Land regieren und vor Übergriffen der Mauren verteidigen sollten. Die Grafen von Toulouse waren dabei dem karolingischen Teilreich von Aquitanien unterstellt.

### Streit um die Vorherrschaft
Nach dem Tode Karls des Großen und dem damit einhergehenden Zerfall der königlichen Zentralmacht zerbrach auch die Ordnung im sogenannten Midi und die Grafen der Region kämpften untereinander um die Vorherrschaft. Um Toulouse konkurrierten dabei namentlich die Familien der Gellones (Wilhelmiden), die zugleich um die Herrschaft über ganz Aquitanien kämpften, und die Raimundiner, die in der Region Rouergue beheimatet waren. Daneben traten in diesem Machtkampf mehrere Usurpatoren auf. In den Jahren 849 und 864 bestätigte König Karl der Kahle die Raimundiner als Grafen von Toulouse. Diese Familie setzte sich darauf dauerhaft in Toulouse durch, vor allem nachdem die Gellones im Kampf um Aquitanien gegen die Grafen von Poitou unterlegen waren. Die tolosanischen Grafen gehörten durch die Ansammlung weiterer Grafschaften (u. a. Rouergue, Quercy, Albi, Béziers, Narbonne, Nîmes) sowie als Lehnsherren weiterer Grafen (u. a. Foix, Carcassonne, Razès) zu den mächtigsten Fürsten des Südens und waren stark genug, um sich von der Oberherrschaft Aquitaniens zu separieren und um fortan ein eigenes Fürstentum zu bilden.

### Eigenständigkeit
Als im Jahr 987 der letzte König aus der Dynastie der Karolinger starb und mit Hugo Capet die Kapetinger den Thron bestiegen, verweigerten die Grafen von Toulouse dem neuen Herrscherhaus die Anerkennung. Aufgrund ihrer Schwäche konnten die frühen Kapetingerkönige dagegen nichts unternehmen. Dadurch wurde Toulouse faktisch ein souveränes Fürstentum, dessen Grafen eine Oberherrschaft über alle anderen Fürsten des Languedoc für sich beanspruchten. Grundlage dafür war die geerbte Würde eines Herzogs von Narbonne, die auf die alte Markgrafschaft Septimanien/Gothien zurückging. Im 11. und 12. Jahrhundert standen die Grafen von Toulouse deshalb mit den Grafen von Barcelona bzw. den Königen von Aragón, die dasselbe Ziel verfolgten, in Konkurrenz.

### Kreuzzüge
Ab dem Ende des 11. Jahrhunderts machten sich Raimund IV. von Toulouse und seine Nachkommen während der Kreuzzüge einen Namen als Grafen von Tripolis im heutigen Libanon. Diese Grafschaft ging im Jahr 1187 durch Vermächtnis oder Erbschaft auf die Fürsten von Antiochia über.

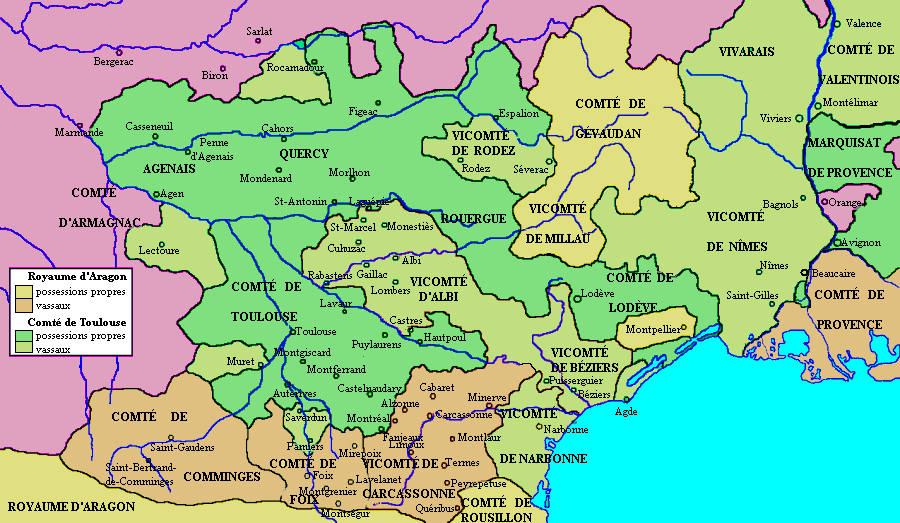
Die Grafschaft Toulouse (grün) und ihre Vasallen (hellgrün) im 12. Jh.

### Höhepunkt der Macht
Mit seinem Hausgut um die Stadt Toulouse, das von Agen fast die ganze Garonne entlang reichte und auch den gesamten Lauf des Flusses Lot im Norden umfasste, und dem Languedoc als Lehen (mit dem Schwerpunkt Avignon) stand der Graf von Toulouse im 11. Jahrhundert in der Macht nur hinter den Königen von Frankreich gleichauf mit den Herzögen von Burgund und Aquitanien. Gegen Ende des Jahrhunderts bildete sich zu Aquitanien eine Erbfeindschaft, die sich für Toulouse im 12. Jahrhundert zu einer ernsten Bedrohung entwickelte, nachdem Aquitanien in das mächtige Familienkonglomerat der Plantagenets (Angevinisches Reich) eingebunden wurde.

### Albigenser
Mitte des 12. Jahrhunderts wurde die Grafschaft zu einem Zentrum der häretischen Sekte der Katharer (auch Albigenser genannt) und die Grafen verstrickten sich in den Jahren 1209 bis 1229 in den verheerenden Albigenserkreuzzug. Dabei wurden sie von Simon IV. de Montfort bekämpft, der sich in Toulouse ein eigenes Fürstentum schaffen wollte. Montforts Herrschaft über Toulouse wurde im Jahr 1215 auf dem vierten Laterankonzil durch eine päpstliche Belehnung begründet, aber nie vom rechtmäßigen Grafen akzeptiert. Bis zum Jahr 1224 gelang es den Grafen, die Kreuzfahrer zu vertreiben, doch war das Land anschließend wirtschaftlich und militärisch so sehr geschwächt, dass es der Militäraktion des Königs Ludwig VIII. von Frankreich (1226) nichts mehr entgegensetzen konnte.

### Anschluss an Frankreich
Im Vertrag von Meaux-Paris (1229) unterwarf sich Toulouse der Krone von Frankreich. Noch im selben Jahr wurde Johanna die Fromme, die einzige Erbin der Grafschaft, mit Alfons von Poitiers, dem Bruder des französischen Königs Ludwig IX. verlobt – beide waren zu diesem Zeitpunkt 9 Jahre alt. Im Jahr 1241 erfolgte die Eheschließung zwischen den beiden; da die Ehe kinderlos blieb, fiel nach deren Tod (1271) die Grafschaft durch Erbschaft gänzlich an die Krone, behielt aber bis zum Jahr 1779 besondere Rechte.

## Grafen von Toulouse
| Name                           | Regierungszeit | Verwandtschaft               | Anmerkungen                                         |
| ------------------------------ | -------------- | ---------------------------- | --------------------------------------------------- |
| Chorso                         | 778–790        |                              |                                                     |
| Wilhelm I. von Gellone         | 790–806        |                              | Gellones                                            |
| Beggo I.                       | 806–816        |                              | Gerhardiner/Matfriede                               |
| Berengar der Weise             | 816–835        |                              | Unruochinger                                        |
| Bernhard I. von Septimanien    | 835–844        | Sohn von Wilhelm von Gellone | Gellones                                            |
| Wilhelm II. von Septimanien    | 844–849        | Sohn seines Vorgängers       | Gellones                                            |
| Raimundiner (Haus Toulouse)    |                |                              |                                                     |
| Fredelo                        | 849–852        |                              |                                                     |
| Raimund I.                     | 852–863        | Bruder seines Vorgängers     |                                                     |
| Humfried von Gothien           | 863–864        |                              | Usurpator                                           |
| Bernhard II.                   | 864–872        | Sohn von Raimund I.          |                                                     |
| Bernhard III. Plantapilosa     | 872–885        | Bruder von Wilhelm II.       | Usurpator                                           |
| Odo                            | 885–919        | Bruder von Bernhard II.      |                                                     |
| Raimund II.                    | 919–923        | Sohn seines Vorgängers       |                                                     |
| Raimund III. Pons              | 923–960        | Sohn seines Vorgängers       |                                                     |
| Wilhelm III. Taillefer         | 960–1037       | Sohn seines Vorgängers       |                                                     |
| Pons                           | 1037–1061      | Sohn seines Vorgängers       |                                                     |
| Wilhelm IV.                    | 1061–1094      | Sohn seines Vorgängers       |                                                     |
| Raimund IV. von Saint-Gilles   | 1094–1105      | Bruder seines Vorgängers     | Erster Kreuzzug                                     |
| Bertrand                       | 1105–1108      | Sohn seines Vorgängers       |                                                     |
| Alfons Jordan                  | 1108–1148      | Bruder seines Vorgängers     |                                                     |
| Raimund V.                     | 1148–1194      | Sohn seines Vorgängers       |                                                     |
| Raimund VI.                    | 1194–1222      | Sohn seines Vorgängers       | Albigenserkreuzzug Gegengraf: Simon IV. de Montfort |
| Raimund VII.                   | 1222–1249      | Sohn seines Vorgängers       | Albigenserkreuzzug Gegengraf: Amaury de Montfort    |
| Johanna                        | 1249–1271      | Tochter ihres Vorgängers     |                                                     |
| Kapetinger                     |                |                              |                                                     |
| Alfons von Poitiers            | 1249–1271      | Ehemann von Johanna          |                                                     |
| Vereinigung mit der Krondomäne |                |                              |                                                     |

Siegel der Grafen von Toulouse

- König Ludwig XIV. von Frankreich verlieh 1681 seinem unehelichen Sohn Louis Alexandre, anlässlich dessen Legitimierung, den Titel eines „Comte de Toulouse“.